# Theobald I van Navarra
Theobald I van Navarra, Theobald (Thibaut) IV van Champagne, Teobaldo I el Trovador; Frans: Thibaud le Chansonnier; Troyes, 30 mei 1201 – Pamplona, 14 juli 1253), bijg. Posthumus, de Troubadour of de Grote, was een zoon van graaf Theobald III van Champagne en van Blanca van Navarra, dochter van Sancho VI van Navarra.
Theobalds vader stierf al vóór zijn geboorte en zo volgde hij, onder voogdij van zijn moeder, zijn vader op als graaf van Champagne. Hij verwierf de helft van Bar-sur-Seine en nam deel aan de Albigenzenoorlog tegen Toulouse. In 1234 verkocht hij Sancerre en Châteaudun aan Frankrijk. In een rebellie tegen de Franse koning Filips II van Frankrijk delfde Theobald het onderspit, waarop hij Champagne moest onderwerpen aan het gezag van de Franse kroon.
In 1234 volgde hij zijn oom Sancho VII van Navarra op als koning van Navarra als Theobald I en nam hij meer en meer afstand van graafschap Champagne. Theobald was tevens een van de bekendste en meest geprezen troubadours van zijn tijd. Hij werd in de daaropvolgende eeuw door Dante als een voorloper omschreven (De Vulgari Eloquentia).
In 1238 ging hij op kruistocht; hij leidde de zogenaamde Baronnenkruistocht. Hij landde in 1239 in Akko en hield een verkenningstocht naar Gaza, waar hij echter door de Ajjoebiden verslagen werd. Daarna legde hij zich voornamelijk - en vrij succesvol - toe op diplomatie. Toen echter Richard van Cornwall aankwam in het Heilige Land was hij het eeuwige gekibbel over de leiding van de kruisvaart beu en ging hij naar huis.
Theobald was drie maal gehuwd en was vader van:
in 1220 met Gertrudis van Egisheim (1190-1225), dochter van graaf Albrecht II van Egisheim, (geen kinderen)
in 1222 met Agnes (-1231), dochter van Guichard IV van Beaujeu-Montpensier, een dochter,
Blanca (1226-1283), in 1236 gehuwd met hertog Jan I van Bretagne (1217-1286)
in 1232 met Margaretha van Bourbon-Damppiere (-1256), dochter van Gwijde Archimbald van Bourbon,
Eleonora (1233-?), jong gestorven
Peter (-1265)
Margaretha (-1307), in 1255 gehuwd met hertog Ferry III van Lotharingen (1238-1303)
Theobald V/II (1238-1270)
Hendrik III/I (1240-1274)
Beatrix (1242-1295), in 1258 gehuwd met hertog Hugo IV van Bourgondië (1212-1272)

## Voorouders
| Voorouders van Hendrik II van Champagne (1179-1201) | Voorouders van Hendrik II van Champagne (1179-1201)                             | Voorouders van Hendrik II van Champagne (1179-1201)                             | Voorouders van Hendrik II van Champagne (1179-1201)                        | Voorouders van Hendrik II van Champagne (1179-1201)                        | Voorouders van Hendrik II van Champagne (1179-1201)                       | Voorouders van Hendrik II van Champagne (1179-1201)                       | Voorouders van Hendrik II van Champagne (1179-1201)                                | Voorouders van Hendrik II van Champagne (1179-1201)                                |
| --------------------------------------------------- | ------------------------------------------------------------------------------- | ------------------------------------------------------------------------------- | -------------------------------------------------------------------------- | -------------------------------------------------------------------------- | ------------------------------------------------------------------------- | ------------------------------------------------------------------------- | ---------------------------------------------------------------------------------- | ---------------------------------------------------------------------------------- |
| Overgrootouders                                     | Theobald IV van Blois (1190-1152) ∞ Mathilde van Sponheim-Karinthië (1205-1241) | Theobald IV van Blois (1190-1152) ∞ Mathilde van Sponheim-Karinthië (1205-1241) | Lodewijk VII van Frankrijk (1120-1180) ∞ Eleonora van Aquitanië (122-1204) | Lodewijk VII van Frankrijk (1120-1180) ∞ Eleonora van Aquitanië (122-1204) | García IV van Navarra (1112-1150) ∞ Margaretha de l'Aigle (-1141)         | García IV van Navarra (1112-1150) ∞ Margaretha de l'Aigle (-1141)         | Alfons VII van León en Castilië (1105-1157) ∞ Berengaria van Barcelona (1116-1149) | Alfons VII van León en Castilië (1105-1157) ∞ Berengaria van Barcelona (1116-1149) |
| Grootouders                                         | Hendrik I van Champagne (1126-1181) ∞ Maria van Frankrijk (1145-1198)           | Hendrik I van Champagne (1126-1181) ∞ Maria van Frankrijk (1145-1198)           | Hendrik I van Champagne (1126-1181) ∞ Maria van Frankrijk (1145-1198)      | Hendrik I van Champagne (1126-1181) ∞ Maria van Frankrijk (1145-1198)      | Sancho VI van Navarra (1132-1194) ∞ Sancha van Castilië (1137-1179)       | Sancho VI van Navarra (1132-1194) ∞ Sancha van Castilië (1137-1179)       | Sancho VI van Navarra (1132-1194) ∞ Sancha van Castilië (1137-1179)                | Sancho VI van Navarra (1132-1194) ∞ Sancha van Castilië (1137-1179)                |
| Ouders                                              | Theobald III van Champagne (1179-1201) ∞ Blanca van Navarra (1177 - 1229)       | Theobald III van Champagne (1179-1201) ∞ Blanca van Navarra (1177 - 1229)       | Theobald III van Champagne (1179-1201) ∞ Blanca van Navarra (1177 - 1229)  | Theobald III van Champagne (1179-1201) ∞ Blanca van Navarra (1177 - 1229)  | Theobald III van Champagne (1179-1201) ∞ Blanca van Navarra (1177 - 1229) | Theobald III van Champagne (1179-1201) ∞ Blanca van Navarra (1177 - 1229) | Theobald III van Champagne (1179-1201) ∞ Blanca van Navarra (1177 - 1229)          | Theobald III van Champagne (1179-1201) ∞ Blanca van Navarra (1177 - 1229)          |